# Sügér
A sügér (Perca), mint rendszertani nem, a törzsfejlődés szerint három ágra tagolódik. Az észak-amerikai Perca flavescens (Mitchill, 1814) vonalra, az európai Perca fluviatilis (Linnaeus, 1758) vonalra és az ázsiai Perca schrenkii (Kessler, 1874) vonalra. A Perca fajok közül az európai csapósügér volt az első, amelyet tudományosan leírtak. Ez Linné nevéhez fűződik, aki a kettős nevezéktan megalkotója (Systema Naturae 1758, 10. kiadás).

## Kialakulása, elterjedése
Az első sügérek az oligocén földtörténeti kor elején (34 millió éve) jelentek meg. A legrégibb kövület (Perca fluviatilis) Európából került elő, kora kb. 18 millió év.
Szinte egész Észak-Amerikában, Európában és Ázsiában megtalálhatók. Talán mégis igaz lehet az "age and area" elmélet; mely szerint egy faj elterjedtsége egyenes arányban áll annak korával. (Egy kis területen elterjedt csoport lehet nagyon fiatal, vagy éppen ellenkezőleg, idős; kihalóban lévő).

## Megjelenése, felépítése
Emésztőrendszere egyszerű, ősi jellegű; egy gyomra és egy bélcsatornája van; emésztőnedvei savasak. Csak a ragadozó halaknak van elkülönült gyomruk és bélcsatornájuk.
Feje nagy, szája csúcsba nyíló, mindkét állkapcsában apró, ún. sörtefogak ülnek. Hátúszója osztott. A két hátúszó közel van egymáshoz, de nem nő össze a hát közepén. Az első hátúszó jóval hosszabb, mint a második. A farok alatti úszó rövid, a széle lekerekített. Faroknyele hosszú, a farokúszó mélyen bemetszett. Testét és a kopoltyúfedőt érdes tapintású, apró ctenoid pikkelyek borítják. Egy egyenes oldalvonala van.

## Életmódja, élőhelye
A nem valamennyi faja ragadozó.
A család többi neméhez hasonlóan, a sügérek is ivadékgondozók (fészekőrzők) és aljzatválasztók, a szaporodási formák 16. fitofil guildjébe tartoznak (Balon, 1978). Ikráikat egy kocsonyás füzérben a vízinövényekre, vagy víz alatti tárgyakra rakják. Az ikrák száma több ezer is lehet. Az ikrák ragadnak, a kikelt embriónak nincs ragasztómirigye.

## Testfelépítése és felismerhetősége
A sügér a sügéralakúak rendjének és egyben a sügérfélék családjának egyik neme és egyben a névadója. Tipikus ragadozó hal. Főként farokúszójának köszönhetően, hosszabb távon is kitartó, jó úszó, amolyan vizek farkasa. Testének függőleges csíkos mintája, álcázó színe jól elrejti a nádasban, a vízinövények között.
- Felépítés:
  - Legnagyobb tömege: 3,2 kg.
  - Átlagos tömege: 200-300 gramm.
  - Legnagyobb testhossza 50 cm.
  - Élethossza 13 év.
- Jellegzetességei:
  - Taréj a háton

## Táplálkozása
A sügér sokféle állatra vadászik. A fiatal egyedek elsősorban puhatestűekkel, apró ízeltlábúakkal táplálkoznak, az idősebbek étlapján főként rovarok és lárváik, szúnyog-, szitakötő-, kérészlárvák szerepelnek. Ha apró halak kerülnek a közelükbe, azokra is rátámadhatnak, de nem vetik meg az ikrákat sem. A sügér a 100 grammos tömeg elérése után nagyon gyors növekedésnek indul, ha azonban a szükséges időszakban nem jut táplálékhoz, elsatnyul, és a 100 grammos testtömeget csak hetedik életévében éri el. A fiatal sügérek rajba tömörülve vadásznak. A vízinövények között elrejtőzve apró halakra, elsősorban kicsiny bodorkára és küszökre lesnek, de gyakran elvegyülnek a kis vörösszárnyú keszegek népes csapatában is. Ha egy kishal óvatlanul megközelíti rejtekhelyüket, a sügérraj utána veti magát, és addig üldözi, míg az a fáradtságtól meg nem adja magát. A sügérek támadáskor leggyakrabban az áldozat farokúszóját harapdálják. Jellemző vonásuk, hogy mindig a farka felől kezdik felfalni zsákmányukat; a kisebb halak viszont gond nélkül csúsznak le akár keresztben is a torkukon. A nagyobb, 0,5–1 kg tömegű példányok rendszerint 20-60 grammos halakra vadásznak. Érdekes, hogy a sügérek kannibálok: gyakran falják fel saját fajtájuk ivadékát és apró példányait.

## Életmódja
A sügérek elsősorban az apró halfajtákban gazdag, álló és lassú folyású vizeket szeretik. Táplálkozási módjuk megköveteli a jó látási viszonyokat is, ezért a tiszta, átlátszó vizekben érzik a legjobban magukat. Megélnek a gyors folyású folyókban is, ha azok vize nem túl iszapos. A hegyi folyókban és sós tavakban nem találkozunk sügérrel. Az azonos korú fiatal sügérek rajt alkotnak. Növekedésük során egyre inkább áttérnek a magányos életmódra, de elsősorban nem azért, mert az idősebb példányok elvesztik a csoportösztönt, hanem amiatt, hogy a raj az idők folyamán természetes úton egyre inkább megfogyatkozik.

## Szaporodása
A hímek a hatodik és tizenkettedik hónap között érik el az ivarérettséget, bár ekkor még csak 5-8 centiméter hosszúak. A nőstények csak harmadik évükben készek a szaporodásra, és általában nagyobbak a hímeknél. Az ívás az időjárási viszonyoktól függően márciusban-áprilisban zajlik, a süllő szaporodását megelőzve. A nőstény mintegy 300 000db ikrát rak természetes rejtekhelyekre – vízinövények, elsüllyedt ágak, kövek közé-, általában sekély helyekre, ahol a víz gyorsan felmelegszik, de már meghaladta a 10-12 °C-ot. Az ivadék az ikrák megtermékenyítése után egy héttel már ki is kel.

## Sügérvész
A hatvanas és 1970-es években egy fekélyes betegség tizedelte meg a sügérállományt Nagy-Britanniában. A vizsgált élőhelyeken az egyedek mintegy 99%-a elpusztult. Csak a legerősebb fiatal példányok maradtak meg. Bár a vész már évtizedekkel ezelőtt elmúlt, következményei mind a mai napig érezhetőek. A felnőtt sügérek hirtelen pusztulása megzavarta a faj természetes kiválogatódását. A vészt túl sok fiatal példány élte túl, amelyekből elsatnyult, törpe növésű állomány alakult ki.

## A sügér horgászata
Általában hagyományos módon csontival, gilisztával, apró hallal horgászunk sügérre, de a kisebb körömvillantóra vagy twisterre is előszeretettel ugranak rá. A legnagyobb méretet bányatavakban, illetve mély tavakban, folyókban érheti el. A Kárpát-medencében megnőhet akár 2,5 kg-os tömegűre, és 50 cm hosszúra, de rekordlistára kerülnek már az 1 kg körüli példányok is.
Magyarországon kimondottan sügérező hely nagyon kevés van, apróbb példányok szinte mindenhol előfordulnak, nagyobb egyedek már sokkal ritkábbak. Velük az öregebb tározókon (mint például a Pécsi-tó, Kaposvárnál a Deseda, morotvákban, holtágakban , valamennyi csatornában és kisebb síkvidéki patakban, folyóban (például Duna–Tisza-csatorna, Duna-völgyi-főcsatorna, Sió, Rába, mély kavicsbánya-tavakban, nagyobb folyóinkon (a Duna, a Tisza, illetve a Dráva bármely csendesebb szakaszán), illetve tavainkon (a Balaton és a Velencei-tó nyugodtabb, vízinövényekben gazdag régióiban) találkozhatunk. A legnagyobb magyarországi sügér, amelyet Ámon Krisztián fogott ki 1988-ban, 1,87 kg-ot nyomott, hossza 37 cm volt.